# 農業従事者団体並びに経済的及び社会的開発におけるその役割に関する条約
農業従事者団体並びに経済的及び社会的開発におけるその役割に関する条約（のうぎょうじゅうじしゃだんたいならびにけいざいてきおよびしゃかいてきかいはつにおけるそのやくわりにかんするじょうやく、英語: Convention concerning Organisations of Rural Workers and Their Role in Economic and Social Development）は、国際労働機関の条約。1975年6月23日に採択され、1977年11月24日に発効した。主に農村労働者の結社の自由を定める条約である。
2018年4月現在、41か国が批准している。